# Успенска саборна црква
Успенска саборна црква (рус. Успенский Собор) је руска православна црква посвећена Великој Госпојини. Налази се на северној страни Саборног трга Московског кремља у Русији, где уска уличица одваја север од Патријаршијског дворца и Цркве дванаесторице апостола. Одвојено на југозападу, такође одвојена уским пролазом од цркве, налази се Палата фасета. Катедрала се сматра матичном црквом Велике московске кнежевине. У првобитном облику изграђена је између 1475—79. по налогу московског великог кнеза Ивана III Васиљевича од италијанског архитекте Аристотеле Фјоравантија. Од 1547. до 1896. тамо је одржано крунисање руског монарха. Такође је место сахрањивања већине московских митрополита и патријарха руске православне цркве, а служи и као део музеја Московског кремља.

## Историја

### Рана историја
Археолошка истраживања 1968. показала су да је место садашње цркве средњовековно гробље, подржавајући хипотезу да је на том месту постојала дрвена црква у 12. веку. То је замењено кречњачком структуром саграђеном око 1326. која се помиње у историјским записима.
У 14. веку Петар Чудотворац је наговорио Ивана I да сагради саборну цркву Богородице у Москви попут цркве у Владимиру. Изградња је започета 4. августа 1326, а завршена је и освештена 4. августа 1327. Тада је Москва постала главни град Владимира-Суздаља.
Крајем 15. века стара црква је постала трајна, а 1472. московски архитекти Крицов и Мишкин су започели изградњу нове цркве. Две године касније, маја 1474, зграда је била при крају, када се срушила због земљотреса.

### Садашња структура
После катастрофе, Иван III Васиљевич је тада позвао Аристотела Фјоравантија, прослављеног архитекту и инжењера из Болоње, да дође у Москву и поверио му је задатак да од темеља пројектује цркву у традицији руске архитектуре. Успенска саборна црква у Владимиру је поново узета за узор, па је Фјораванти путовао у Владимир како би проучавао руске методе градње. Дизајнирао је лагано и пространо ремек-дело које је комбиновало дух ренесансе са руским традицијама. Темељ за нову катедралу постављен је 1475, а 1479. нову катедралу је осветио митрополит Геронти. Унутрашњост је била осликана фрескама и украшена многим иконама, укључујући Богородицу Владимирску.
Дизајн нове цркве (симбол Исуса и јеванђелиста) се показао изузетно популарним и узет је као образац за бројне друге цркве широм Русије.
Године 1547. се одржало крунисање првог руског Ивана IV Грозног. Од 1721. било је место крунисања руских царева. У овој цркви се такође одвијало ритуално постављање митрополита и патријарха руске православне цркве. Ту се налазе и њихове гробнице.
Погодиле су је бројне катастрофе у историји, укључујући пожаре 1518, 1547, 1682. и 1737, и пљачке под војском државне заједнице Пољске и Литваније током смутног времена 1612. Током Наполеонове инвазије на Русију опљачкана је и коришћена као коњушница.
Темељно је рестаурирана 1894—1895. и 1910—1918. У њој се вршило постављање патријарха московског Тихона 21. новембра 1917, митрополита московског, као и првог патријарха. Међутим, после руске револуције, нова бољшевичка влада је затворила све цркве у Московском кремљу и претворила је у музеј. По посебној дозволи Владимира Лењина, последња ускршња служба је одржана 1918. Последњи тренутак ове службе био је тема недовршене слике Павела Корина под насловом Farewell to Rus. Већина црквеног блага пребачена је у палату оружја, или је продата у иностранству.
Зграда је поправљена 1949—50, 1960. и 1978.
Успенска саборна црква је 1990. враћена на периодичне верске службе, непосредно пре распада Совјетског Савеза. Обновљена је у руској православној цркви 1991. 

## Архитектура
Успенска саборна црква је огромна зграда са шест стубова, пет апсида и купола. Урађена је по узору на цркву у Владимиру, јер је користила кречњачке зидове на високој подлози, а била је постављена као бродна црква. Међутим, Фјораванти није користио конзолне сводове као што је било уобичајено у руској архитектури, већ је увео сводне препоне и попречне лукове. За горњи део зграде користио је посебно израђене цигле, веће од стандардне величине, што је смањило тежину. 
Унутра црквене декорације доминирају фреске. Огромни иконостас потиче из 1547, али његова два највиша нивоа су каснији додаци из 1626. и 1653—1654. под патријархом московским Никоном. Поред своје литургијске функције, иконостас је служио и као својеврсни трофејни зид, јер би руски цареви у своју колекцију додавали најважније иконе из градова које су освојили. Једна од најстаријих икона Светог Ђорђа потиче из 12. века, а цар Иван IV Грозни га је пренео у Москву освајањем града Великог Новгорода 1561.
Међутим, једна од најважнијих икона је Богородица Владимирска, која се у чувала 1395—1919, сада се налази у Третјаковској галерији.
Близу јужног улаза налази се престо Ивана IV Грозног (1551).

## У уметности
Испред цркве постављена је сцена крунисања у опери Бориса Годунова и Модеста Мусоргског.
- Врата краљевске поворке цркве.
- Северни портал
- Део иконостаса и царских двери.
- Кивот Филипа II Московског.
- Брод цркве.
- Успенска саборна црква 1856.